# Mount Aubert de la Rue
Der Mount Aubert de la Rue ist ein eisfreier, 125 m (nach australischen Angaben 120 m) hoher Hügel auf der Insel Heard im australischen Außengebiet Heard und McDonaldinseln im Indischen Ozean. Er ragt aus dem niedrig gelegenen Fidelia-Isthmus auf, der die Laurens-Halbinsel mit der Hauptlandmasse von Heard verbindet.
Der französische Geologe Edgar Aubert de la Rüe (1901–1991) kartierte ihn im Januar 1929 und benannte ihn nach sich selbst. Im Jahr 1948 nahmen Teilnehmer der Australian National Antarctic Research Expeditions eine Vermessung vor.